# Campionat d'Europa d'atletisme de 2018
El XXIV Campionat d'Europa d'Atletisme se celebrà a Berlín (Alemanya) entre el 6 i el 12 d'agost de 2018 sota l'organització de l'Associació Europea d'Atletisme (AEA) i la Federació Alemanya d'Atletisme. Els campionats formen part dels primers Campionats Europeus amb d'altres proves que es disputen al Regne Unit.

## Proves

### Categoria masculina
| Esdeveniment | Or                                   | Or         | Plata                                          | Plata    | Bronze                                      | Bronze   |
| 100 metres llisos detalls | Zharnel Hughes · Regne Unit          | 9,95       | Reece Prescod · Regne Unit                     | 9,96     | Jak Ali Harvey · Turquia                    | 10,01    |
| 200 metres llisos detalls | Ramil Guliyev · Turquia              | 19,76      | Nethaneel Mitchell-Blake · Regne Unit          | 20,04    | Alex Wilson · Suïssa                        | 20,04    |
| 400 metres llisos detalls | Matthew Hudson-Smith · Regne Unit    | 44,78      | Kevin Borlée · Bèlgica                         | 45,13    | Jonathan Borlée · Bèlgica                   | 45,19    |
| 800 metres llisos detalls | Adam Kszczot · Polònia               | 1:44,59    | Andreas Kramer · Suècia                        | 1:45,03  | Pierre-Ambroise Bosse · França              | 1:45,30  |
| 1.500 metres llisos detalls | Jakob Ingebrigtsen · Noruega         | 3:38,10    | Marcin Lewandowski · Polònia                   | 3:38,14  | Jake Wightman · Regne Unit                  | 3:38,25  |
| 5.000 metres detalls | Jakob Ingebrigtsen · Noruega         | 13:17,06   | Henrik Ingebrigtsen · Noruega                  | 13:18,75 | Morhad Amdouni · França                     | 13:19,14 |
| 10.000 metres detalls | Morhad Amdouni · França              | 28:11,22   | Bashir Abdi · Bèlgica                          | 28:11,76 | Yemaneberhan Crippa · Itàlia                | 28:12,15 |
| Marató detalls | Koen Naert · Bèlgica                 | 2:09:51 RC | Tadesse Abraham · Suïssa                       | 2:11:24  | Yassine Rachik · Itàlia                     | 2:12:09  |
| 110 metres tanques detalls | Pascal Martinot-Lagarde · França     | 13,17      | Serguei Shubenkov Atletes neutrals autoritzats | 13,17    | Orlando Ortega · Espanya                    | 13,34    |
| 400 metres tanques detalls | Karsten Warholm · Noruega            | 47,64      | Yasmani Copello · Turquia                      | 47,81    | Thomas Barr · Irlanda                       | 48,31    |
| 3.000 metres obstacles detalls | Mahiedine Mekhissi-Benabbad · França | 8:31,66    | Fernando Carro · Espanya                       | 8:34,16  | Yohanes Chiappinelli · Itàlia               | 8:35,81  |
| 4x100 metres relleus detalls | Regne Unit · Regne Unit              | 37,80      | Turquia · Turquia                              | 37,98    | Països Baixos · Països Baixos               | 38,03    |
| 4x400 metres relleus detalls | Bèlgica · Bèlgica                    | 2:59,47    | Regne Unit · Regne Unit                        | 3:00,36  | Espanya · Espanya                           | 3:00,78  |
| 20 km marxa detalls | Álvaro Martín · Espanya              | 1:20:42    | Diego García Carrera · Espanya                 | 1:20:48  | Vasili Mizinov Atletes neutrals autoritzats | 1:20:50  |
| 50 km marxa detalls | Marian Zakalnytsky · Ucraïna         | 3:46:32    | Matej Tóth · Eslovàquia                        | 3:47:27  | Dzmitri Dziubin · Belarús                   | 3:47:59  |
| Salt d'alçada detalls | Mateusz Przybylko · Alemanya         | 2,35       | Maksim Nedasekau · Belarús                     | 2,33     | Ilya Ivanyuk Atletes neutrals autoritzats   | 2,31     |
| Salt de perxa detalls | Armand Duplantis · Suècia            | 6,05       | Timur Morgunov Atletes neutrals autoritzats    | 6,00     | Renaud Lavillenie · França                  | 5,95     |
| Salt de llargada detalls | Miltiadis Tentoglou · Grècia         | 8,25       | Fabian Heinle · Alemanya                       | 8,13     | Serhiy Nykyforov · Ucraïna                  | 8,13     |
| Triple salt detalls | Nelson Évora · Portugal              | 17,10      | Alexis Copello · Azerbaidjan                   | 16,93    | Dimítrios Tsiámis · Grècia                  | 16,78    |
| Llançament de pes detalls | Michał Haratyk · Polònia             | 21,72      | Konrad Bukowiecki · Polònia                    | 21,66    | David Storl · Alemanya                      | 21,41    |
| Llançament de disc detalls | Andrius Gudžius · Lituània           | 68,46      | Daniel Ståhl · Suècia                          | 68,23    | Lukas Weisshaidinger · Àustria              | 65,14    |
| Llançament de javelina detalls | Thomas Röhler · Alemanya             | 89,47      | Andreas Hofmann · Alemanya                     | 87,60    | Magnus Kirt · Estònia                       | 85,96    |
| Llançament de martell detalls | Wojciech Nowicki · Polònia           | 80,12      | Paweł Fajdek · Polònia                         | 78,69    | Bence Halász · Hongria                      | 77,36    |
| Decatló detalls | Arthur Abele · Alemanya              | 8431       | Ilya Shkurenyov Atletes neutrals autoritzats   | 8321     | Vitaliy Zhuk · Belarús                      | 8290     |
| AR Rècord del continent \| CR Rècord del campionat \| NR Rècord nacional \| OR Rècord olímpic \| PB/PR Millor marca personal/Rècord personal SB Millor marca personal de la temporada \| WL Millor marca mundial de l'any \| WR Rècord del món |                                      |            |                                                |          |                                             |          |

### Categoria femenina
| Esdeveniment | Or | Or          | Plata                                                                                                 | Plata      | Bronze | Bronze   |
| 100 metres llisos detalls | Dina Asher-Smith · Regne Unit | 10,85       | Gina Lückenkemper · Alemanya                                                                          | 10,98      | Dafne Schippers · Països Baixos                                                                                          | 10,99    |
| 200 metres llisos detalls | Dina Asher-Smith · Regne Unit | 21,89       | Dafne Schippers · Països Baixos                                                                       | 22,14      | Jamile Samuel · Països Baixos                                                                                            | 22,37    |
| 400 metres llisos detalls | Justyna Święty-Ersetic · Polònia | 50,41       | María Belibasaki · Grècia                                                                             | 50,45      | Lisanne de Witte · Països Baixos                                                                                         | 50,77    |
| 800 metres llisos detalls | Nataliya Pryshchepa · Ucraïna | 2:00,38     | Rénelle Lamote · França                                                                               | 2:00,62    | Olha Liajova · Ucraïna                                                                                                   | 2:00,79  |
| 1.500 metres llisos detalls | Laura Muir · Regne Unit | 4:02.32     | Sofia Ennaoui · Polònia                                                                               | 4:03.08    | Laura Weightman · Regne Unit                                                                                             | 4:03.75  |
| 5.000 metres llisos detalls | Sifan Hassan · Països Baixos | 14:46.12 CR | Eilish McColgan · Regne Unit                                                                          | 14:53.05   | Yasemin Can · Turquia | 14:57.63 |
| 10.000 metres llisos detalls | Lonah Chemtai Salpeter · Israel | 31:43.29    | Susan Krumins · Països Baixos                                                                         | 31:52.55   | Meraf Bahta · Suècia | 32:19.34 |
| Marató detalls | Volha Mazuronak · Belarús | 2:26:22     | Clémence Calvin · França                                                                              | 2:26:28    | Eva Vrabcová-Nývltová · Txèquia                                                                                          | 2:26:31  |
| Marató detalls | Belarús | 7:21:54     | Itàlia                                                                                                | 7:32:46    | Espanya | 7:44:06  |
| 100 metres tanques detalls | Elvira Herman · Belarús | 12.67       | Pamela Dutkiewicz · Alemanya                                                                          | 12.72      | Cindy Roleder · Alemanya                                                                                                 | 12.77 SB |
| 400 metres tanques detalls | Léa Sprunger · Suïssa | 54.33       | Hanna Ryzhykova · Ucraïna                                                                             | 54.51      | Meghan Beesley · Regne Unit                                                                                              | 55.31    |
| 3.000 metres obstacles detalls | Gesa Felicitas Krause · Alemanya | 9:19.80     | Fabienne Schlumpf\| · Suïssa                                                                          | 9:22.29    | Karoline Bjerkeli Grøvdal · Noruega                                                                                      | 9:24.46  |
| 4x100 metres relleus detalls | Regne Unit · Asha Philip · Bianca Williams · Imani-Lara Lansiquot · Dina Asher-Smith · Daryll Neita*                                                | 41.88       | Països Baixos · Dafne Schippers · Marije van Hunenstijn · Jamile Samuel · Naomi Sedney                | 42.15      | Alemanya · Lisa-Marie Kwayie · Gina Lückenkemper · Tatjana Pinto · Rebekka Haase                                         | 42.23    |
| 4x400 metres relleus detalls | Polònia · Małgorzata Hołub-Kowalik · Iga Baumgart-Witan · Patrycja Wyciszkiewicz · Justyna Święty-Ersetic · Natalia Kaczmarek* · Martyna Dąbrowska* | 3:26.59     | França · Elea-Mariama Diarra · Déborah Sananes · Agnès Raharolahy · Floria Gueï · Estelle Perrossier* | 3:27.17    | Regne Unit · Zoey Clark · Anyika Onuora · Amy Allcock · Eilidh Doyle · Finette Agyapong* · Mary Abichi* · Emily Diamond* | 3:27.40  |
| 20 km marxa detalls | María Pérez · Espanya | 1:26.36 CR  | Anežka Drahotová · Txèquia                                                                            | 1:27.03    | Antonella Palmisano · Itàlia                                                                                             | 1:27.30  |
| 50 km marxa detalls | Inês Henriques · Portugal | 4:09:21 CR  | Alina Tsviliy · Ucraïna                                                                               | 4:12:44 NR | Júlia Takács · Espanya                                                                                                   | 4:15:22  |
| Salt d'alçada detalls | Mariya Lasitskene Atletes neutrals autoritzats | 2.00        | Mirela Demireva · Bulgària                                                                            | 2.00       | Marie-Laurence Jungfleisch · Alemanya                                                                                    | 1.96     |
| Salt de perxa detalls | Katerina Stefanidi · Grècia | 4.85 CR     | Nikoleta Kyriakopoulou · Grècia                                                                       | 4.80 SB    | Holly Bradshaw · Regne Unit                                                                                              | 4.75     |
| Salt de llargada detalls | Malaika Mihambo · Alemanya | 6.75        | Maryna Bekh · Ucraïna                                                                                 | 6.73       | Shara Proctor · Regne Unit                                                                                               | 6.70     |
| Triple salt detalls | Paraskevi Papachristou · Grècia | 14.60       | Kristin Gierisch · Alemanya                                                                           | 14.45      | Ana Peleteiro · Espanya                                                                                                  | 14.44    |
| Llançament de pes detalls | Paulina Guba · Polònia | 19.33       | Christina Schwanitz · Alemanya                                                                        | 19.19      | Aliona Dubitskaya · Belarús                                                                                              | 18.81    |
| Llançament de disc detalls | Sandra Perković · Croàcia | 67.62       | Nadine Müller · Alemanya                                                                              | 63.00      | Shanice Craft · Alemanya                                                                                                 | 62.46    |
| Llançament de javelina detalls | Christin Hussong · Alemanya | 67.90 CR    | Nikola Ogrodníková · Txèquia                                                                          | 61.85      | Liveta Jasiūnaitė · Lituània                                                                                             | 61.59    |
| Llançament de martell detalls | Anita Włodarczyk · Polònia | 78.94 CR    | Alexandra Tavernier · França                                                                          | 74.78 NR   | Joanna Fiodorow · Polònia                                                                                                | 74.00    |
| Heptatló detalls | Nafissatou Thiam · Bèlgica | 6816        | Katarina Johnson-Thompson · Regne Unit                                                                | 6759       | Carolin Schäfer · Alemanya                                                                                               | 6602     |
| AR Rècord del continent \| CR Rècord del campionat \| NR Rècord nacional \| OR Rècord olímpic \| PB/PR Millor marca personal/Rècord personal SB Millor marca personal de la temporada \| WL Millor marca mundial de l'any \| WR Rècord del món | |             | |            | |          |

## Medaller
Host nation 
| Posició | País                            | Or | Plata | Bronze | Total |
| 1       | Regne Unit                      | 7  | 5     | 6      | 18    |
| 2       | Polònia                         | 7  | 4     | 1      | 12    |
| 3       | Alemanya                        | 6  | 7     | 6      | 19    |
| 4       | França                          | 3  | 4     | 3      | 10    |
| 5       | Bèlgica                         | 3  | 2     | 1      | 6     |
| 5       | Grècia                          | 3  | 2     | 1      | 6     |
| 7       | Belarús                         | 3  | 1     | 3      | 7     |
| 8       | Noruega                         | 3  | 1     | 1      | 5     |
| 9       | Ucraïna                         | 2  | 3     | 2      | 7     |
| 10      | Espanya                         | 2  | 3     | 5      | 10    |
| 11      | Portugal                        | 2  | 0     | 0      | 2     |
| 12      | Països Baixos                   | 1  | 3     | 4      | 8     |
| –       | Atletes neutrals autortizats[1] | 1  | 3     | 2      | 6     |
| 13      | Turquia                         | 1  | 2     | 2      | 5     |
| 14      | Suïssa                          | 1  | 2     | 1      | 4     |
| 14      | Suècia                          | 1  | 2     | 1      | 4     |
| 16      | Itàlia                          | 1  | 1     | 4      | 6     |
| 17      | Lituània                        | 1  | 0     | 1      | 2     |
| 18      | Croàcia                         | 1  | 0     | 0      | 1     |
| 18      | Israel                          | 1  | 0     | 0      | 1     |
| 20      | Txèquia                         | 0  | 2     | 1      | 3     |
| 21      | Bulgària                        | 0  | 1     | 0      | 1     |
| 21      | Eslovàquia                      | 0  | 1     | 0      | 1     |
| 21      | Azerbaidjan                     | 0  | 1     | 0      | 1     |
| 24      | Àustria                         | 0  | 0     | 2      | 2     |
| 25      | Estònia                         | 0  | 0     | 1      | 1     |
| 25      | Hongria                         | 0  | 0     | 1      | 1     |
| 25      | Irlanda                         | 0  | 0     | 1      | 1     |
| Total   | Total                           | 50 | 50    | 50     | 150   |

Notes
^[1]  L'Associació Europea d'atletisme no inclou les medalles obtingues pels Atletes neutrals autortizats en el medaller.